# Prospalta ornata
Prospalta ornata är en fjärilsart som beskrevs av Alfred Ernest Wileman och Reginald James West 1929.
Prospalta ornata ingår i släktet Prospalta och familjen nattflyn. Inga underarter finns listade i Catalogue of Life.